# Taphoxomimus
Taphoxomimus is een geslacht van kevers uit de familie van de loopkevers (Carabidae). De wetenschappelijke naam van het geslacht is voor het eerst geldig gepubliceerd in 1975 door Straneo.

## Soorten
Het geslacht Taphoxomimus is monotypisch en omvat slechts de volgende soort:
- Taphoxomimus leleupi Straneo, 1975